# ノイエンシュタイン (ホーエンローエ郡)
ノイエンシュタイン (ドイツ語: Neuenstein, ドイツ語発音: [ˈnɔ‿yənʃta‿in]) は、ドイツ連邦共和国バーデン＝ヴュルテンベルク州ホーエンローエ郡に属す郡所属市。

## 地理

### 隣接する市町村
隣接する市町村は、東から時計回りに、クプファーツェル、ヴァルデンブルク、エーリンゲン、ツヴァイフリンゲン、フォルヒテンベルク、ニーデルンハル、キュンツェルスアウである。

### 市の構成
この市は、以下の7つの市区からなる。ノイエンシュタイン、キルヒェンザル、クラインヒルシュバッハ、オーバーゼルバッハ、エシェルバッハ、ケッセルフェルト、グリュンビュール。

## 歴史
城と周辺地域を開発したノイエンシュタイン家は、1230年に初めて文献に登場する。1351年にホーエンローエ＝ヴァイカースハイム家のクラフト3世は、皇帝カール4世の許可を得て、ノイエンシュタインに都市権を授けた。彼は、市壁や濠を築き、市場を開設して地域経済の発展をもたらし、この若い都市を堅固な町にしていった。ノイエンシュタインは、1553年までホーエンローエ家のホーエンローエ＝ヴァイカースハイム家の所領であった。この年に行われたホーエンローエ家の国家分割により、ノイエンシュタインはルートヴィヒ・カジミール伯のホーエンローエ＝ノイエンシュタイン家の所領となった。ヴォルフガング・ユリウス伯の死により、ホーエンローエ＝ノイエンシュタイン家の所領は、1698年にホーエンローエ＝エーリンゲン家に属すこととなり、その宮廷はこれ以後エーリンゲンに置かれた。従って、ノイシュタインは1553年から1698年まで宮廷所在地であったことになる。

### 市町村合併
- 1971年7月1日: ノイロイトがキルヒェンザルに合併
- 1971年12月1日: ケッセルフェルトがノイエンシュタインに合併
- 1972年4月1日: エシェルバッハおよびオーバーゼルバッハがノイエンシュタインに合併
- 1975年1月1日: ノイエンシュタインがグリュンビュール（1969年9月29日までオーバーエパッハ）、キルヒェンザルおよびクラインヒルシュバッハと合併して新しいノイエンシュタイン市が創設。

### 宗教

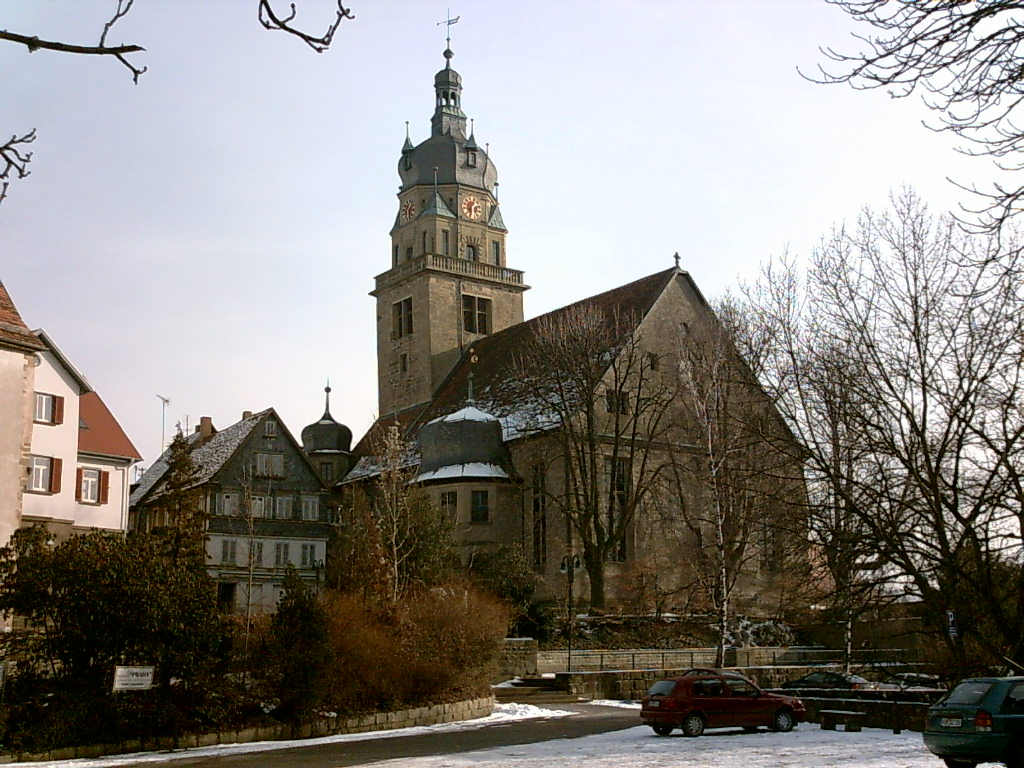
ノイエンシュタイン教会

ルートヴィヒ・カジミールは、1553年にノイシュタインに宗教改革をもたらした。

## 行政

### 市議会
ノイエンシュタインの市議会は20議席からなる。

### 友好都市
- サーレス(Thurles) （アイルランド、ティペラリー県）
- ニッソリーア（イタリア、シチリア州エンナ県）

## 経済と社会資本

### 交通
ノイエンシュタインは、連邦アウトバーンA6号 ザールブリュッケン - ヴァイトハウス線により、ドイツのみならずフランスやチェコへも通じる広域道路網に接続している。
ノイエンシュタインは、1860年から1862年に建設された、ハイルブロンからエーリンゲンを経由してシュヴェービッシュ・ハルに至るホーエンローエ鉄道沿いに位置してもいる。

## 文化と見所

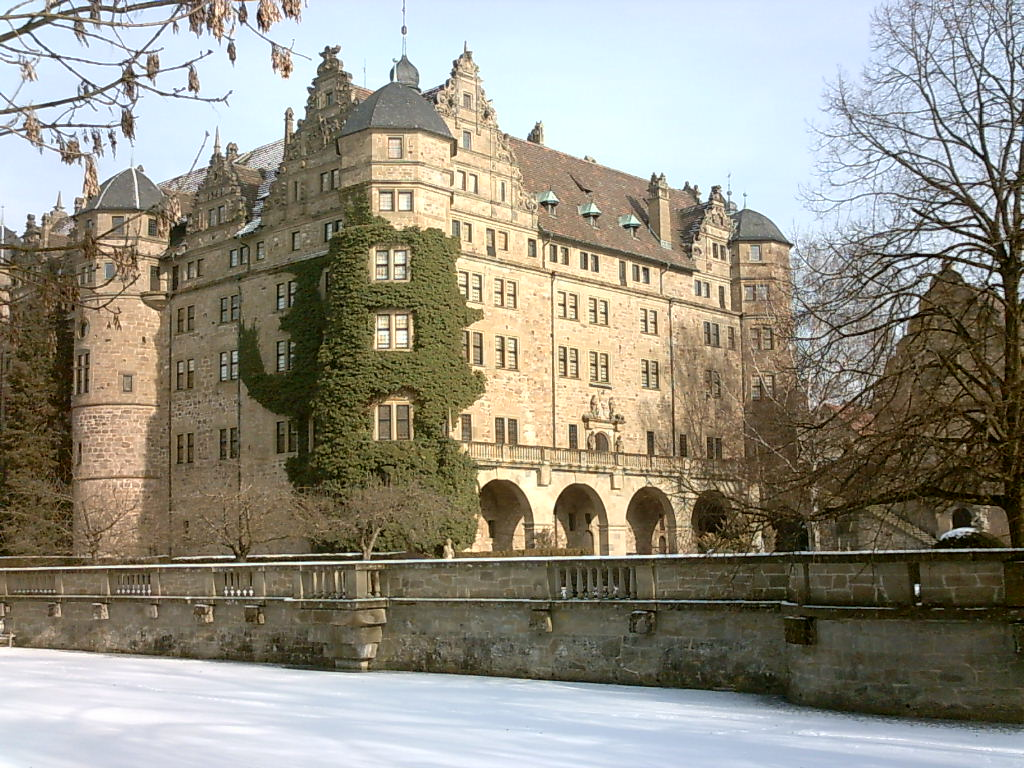
ノイエンシュタイン城

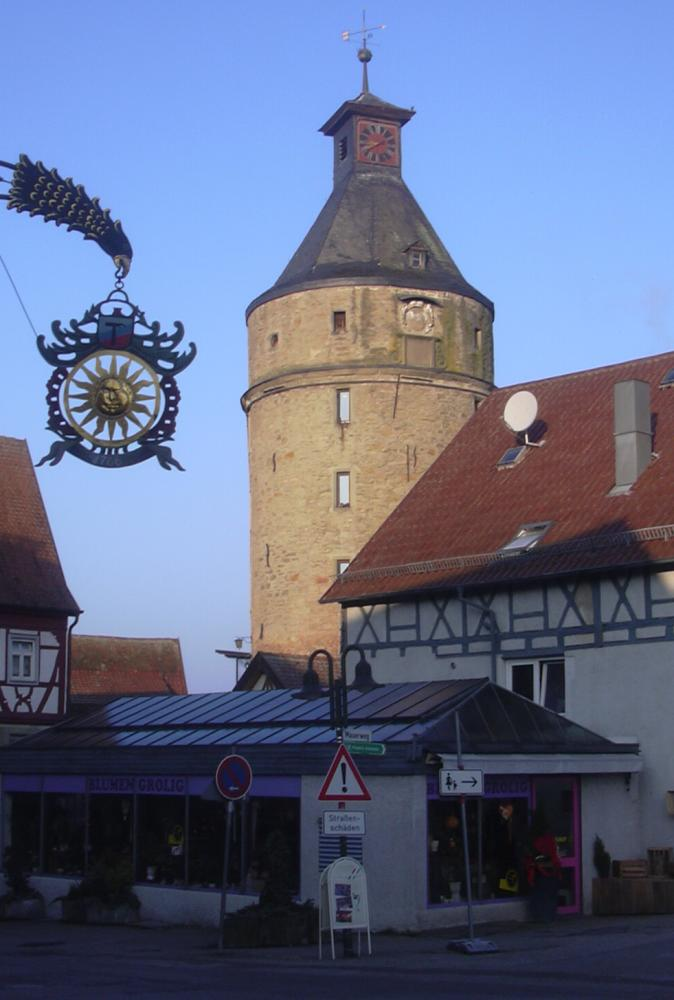
ビュルガー塔

ノイエンシュタインは、多くの見所を経由する古城街道沿いに位置している。

### 建築
ノイエンシュタイン城は現在ホーエンローエ中央文書館に用いられている。この城は、旧ホーエンローエ侯の断絶した家系の所有物であったが、バーデン＝ヴュルテンベルク州により管理され、一般に立ち入り出来るようにされた。この城は、1906年から1925年に建築家ボーボ・エプハルトの構想に基づき改修され、上層が追加された。
かつては市の防衛施設であったビュルガー塔は、現在展望台として用いられている。

### 自然文化財
エンマーツホーフのナラの木は、南ドイツで最も太く、最も古いヨーロッパナラである。

## 人物

### 出身者
- ヴェンデル・ヒプラー（1485年頃 - 1526年）ドイツ農民戦争における農民指導者
- ヴォルフガング・ユリウス（1622年 - 1698年）ホーエンローエ＝ノイエンシュタイン伯でトルコ戦争の元帥
- フリードリヒ・ヘルマン（1892年 - 1954年）バーデン＝ヴュルテンベルク州知事 (FDP)

## 引用
1. ↑  Statistisches Landesamt Baden-Württemberg – Bevölkerung nach Nationalität und Geschlecht am 31. Dezember 2023 (CSV-Datei)
2. ↑  Max Mangold, ed (2005). Duden, Aussprachewörterbuch (6 ed.). Dudenverl. p. 579. ISBN 978-3-411-04066-7